# Сеговия, Луис
Луис Джованни Сеговия Вега (исп. Luis Geovanny Segovia Vega ; родился 26 октября 1997 года в Кито, Эквадор) — эквадорский футболист, полузащитник клуба «Ботафого» и сборной Эквадора. 

## Клубная карьера
Сеговия — воспитанник клуба «Эль Насьональ». 25 июля 2015 года в матче против «Депортиво Кито» он дебютировал в эквадорской Примере. 27 августа в поединке против «Универсидад Католика» из Кито Луис забил свой первый голы за «Эль Насьональ».

## Международная карьера
В 2017 года Сеговия в составе молодёжной сборной Эквадора завоевал серебряные медали домашнего молодёжного чемпионата Южной Америки. На турнире он сыграл в матчах против команд Чили, Парагвая, Венесуэлы, Уругвая, Аргентина, Бразилии, а также дважды Колумбии.
В том же году Сеговия принял участие в молодёжном чемпионате мира в Южной Корее. На турнире он сыграл в матче против команды США.

## Достижения
- Обладатель Южноамериканского кубка (1): 2019
- Финалист молодёжного чемпионата Южной Америки (1): 2017